# 332326 Aresi
332326 Aresi è un asteroide della fascia principale. Scoperto nel 2006, presenta un'orbita caratterizzata da un semiasse maggiore pari a 2,3872192 au e da un'eccentricità di 0,0590936, inclinata di 10,60717° rispetto all'eclittica.
L'asteroide è dedicato al giornalista e autore di fantascienza italiano Paolo Aresi.